# 卡斯馬體育會
卡斯馬體育會（Kazma Sporting Club ，Arabic: نادي كاظمة الرياضي）是位於科威特科威特市的職業足球會，目前於科威特超級足球聯賽角逐。

## 外部連結
- （阿拉伯文） Official site